# Vera Gornostaeva
Vera Vasilievna Gornostaeva (em russo: Вера Васильевна Горностаева; 1 de outubro de 1929 – 19 de janeiro de 2015) foi uma pianista e pedagoga russa.
Nomeada Artista Emérita aquando do seu falecimento, Gornostaeva estudou no Conservatório de Moscovo com Heinrich Neuhaus.
Além da sua carreira em palco, Gornostaeva foi professora do Conservatório de Moscovo. Deu aulas magnas na Itália, Alemanha, França, Suíça, Reino Unido, Japão e Estados Unidos. Deu seminários para professores de música, dando aulas no rádio e na TV sobre música clássica e artes de palco, publicando artigos e livros. Foi membro de júris de vários concursos musicais.
Gornostaeva foi professora de mais de 50 vencedores de concursos musicais, entre eles Alexander Slobodyanik, Semion Kruchin, Valery Sigalevitch, Petras Geniushas, Dina Joffe, Iuri Lisichenko, Pavel Egorov, Alexander Paley, Eteri Andjaparidze, Ivo Pogorelich, Aleksandra Romanić, Sergei Babayan, Marian Pivka, Maxim Philippov, Vassili Primakov , Ayako Uehara, Maki Sekiya, Yurie Miura, Lukas Geniušas, Vadym Kholodenko, Stanislav Khristenko, Andrey Gugnin e Margarita Shevchenko..
Fez numerosas gravações com as etiquetas Melodiya, Philips, Phoenix, Yamaha, LP Classics, com obras de Beethoven, Mozart, Brahms, Chopin, Debussy, Liszt, Schumann, Schubert, Scriabin, Tchaikovski, Rachmaninov, Prokofiev, Shostakovich e Mussorgski. Morreu em 19 de janeiro de 2015.